# 苏斯特代克宫
苏斯特代克宫（荷蘭語：Paleis Soestdijk，荷蘭語發音：[paːˈlɛis sustˈdɛik]）是一座位於荷蘭乌得勒支省巴伦市的建築。
苏斯特代克宫以邻近的苏斯特市的苏斯特代克村命名。

## 历史
曾是荷蘭王室的行宮之一。苏斯特代克宫修建於1650年。

## 画廊

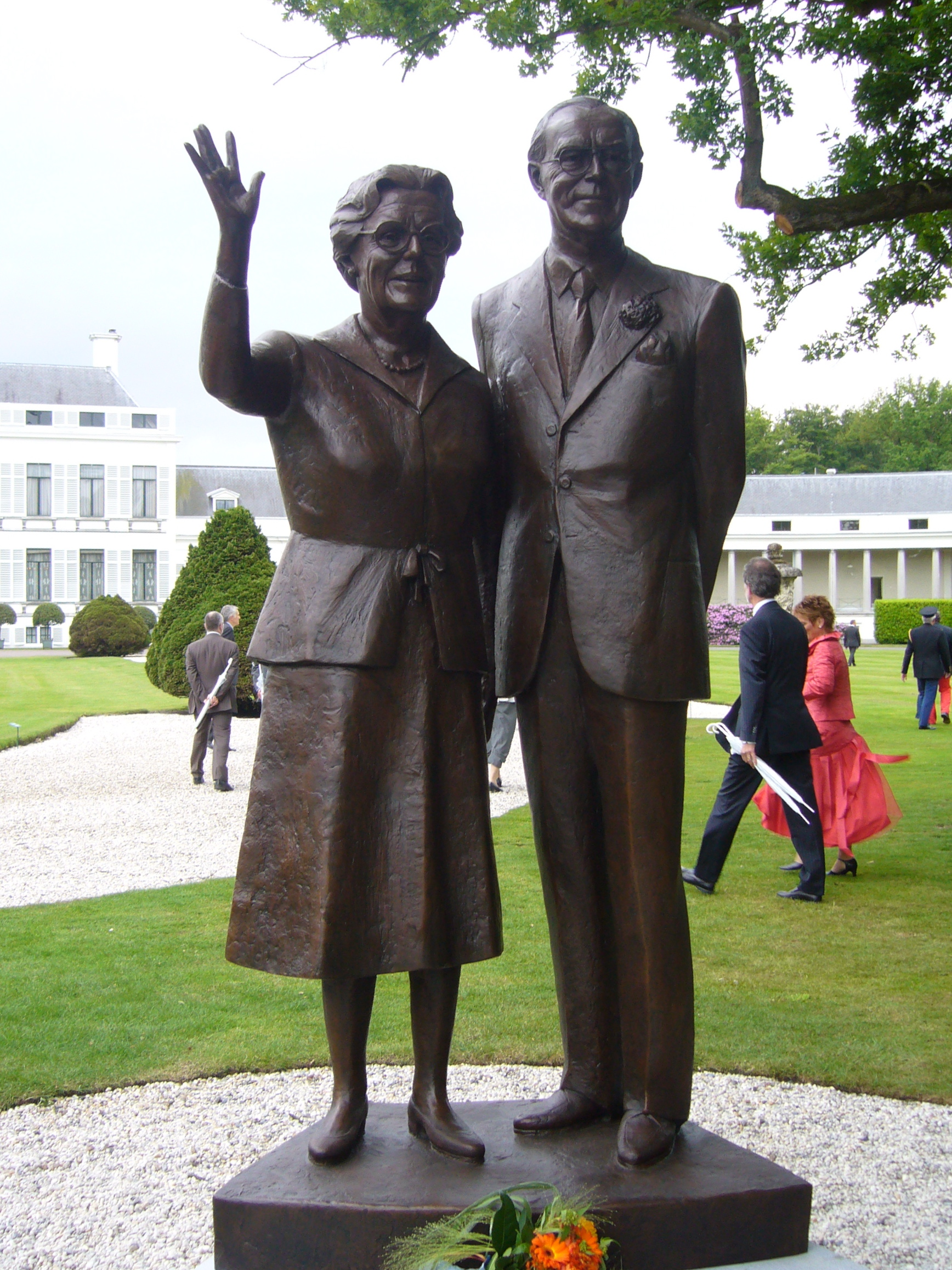
朱莉安娜女王和伯恩哈德亲王雕像

## 外部連結
- （荷兰文） Paleis Soestdijk (official website)
- The Royal Women of Soestdijk Palace （页面存档备份，存于）